# Medaglia al merito militare (Mali)
La medaglia al merito militare è un premio statale del Mali.

## Storia
La medaglia è stata istituita il 25 settembre 1974 per premiare il servizio meritorio di 15 anni e di distinzione in combattimento, e per tutti coloro che hanno ricevuto una o più ferite in combattimento.

## Insegne
- Il  nastro è completamente verde.